# Vladimiro Zagrebelsky
Vladimiro Zagrebelsky (Torino, 25 marzo 1940 – Gressoney-La-Trinité, 5 agosto 2025) è stato un magistrato e giurista italiano, giudice della Corte europea dei diritti dell'uomo dal 2001 al 2010.

## Biografia
Era fratello maggiore dell'ex presidente della Corte costituzionale Gustavo Zagrebelsky. La famiglia, di origini russe, proveniva da San Pietroburgo; nipote di un ufficiale dell'esercito zarista a Nizza nel 1914, si trasferì coi parenti in seguito a Sanremo.
Si è laureato in giurisprudenza all'Università degli Studi di Torino nel 1963, diventando poi libero docente di diritto penale.
Nel 1965 è entrato in magistratura. È stato componente del Consiglio Superiore della Magistratura dal 1981 al 1985 e dal 1994 al 1998. Nel 1983, componente della Sezione disciplinare del CSM, ha redatto la sentenza relativa ai magistrati iscritti alla P2. È stato presidente della commissione ministeriale istituita per l'adeguamento dell'ordinamento giudiziario al nuovo codice di procedura penale (1989).
Dal 1998 al 2001 è stato il responsabile dell'Ufficio legislativo del Ministero della giustizia, scelto da Giovanni Maria Flick. È stato inoltre Presidente della Commissione delle Nazioni Unite per la prevenzione della criminalità. Il 25 aprile 2001 è stato eletto giudice della Corte europea dei diritti dell'uomo dall'assemblea parlamentare del Consiglio d'Europa, carica che ha lasciato il 1º maggio 2010 per raggiungimento del limite d'età, quando è stato sostituito da Guido Raimondi.
È stato socio corrispondente dell'Accademia delle Scienze di Torino.
È stato componente della direzione di Cassazione Penale e del Consiglio scientifico di Diritti Umani e Diritto Internazionale e della Rivista di diritti comparati.
Dal 2010 al 2024 è stato direttore del Laboratorio dei Diritti Fondamentali (LDF) di Torino. Era editorialista de La Stampa.
È morto improvvisamente il 5 agosto 2025, a causa di un malore, mentre si trovava nella sua casa di villeggiatura a Gressoney-La-Trinité, in Valle d'Aosta.

## Opere

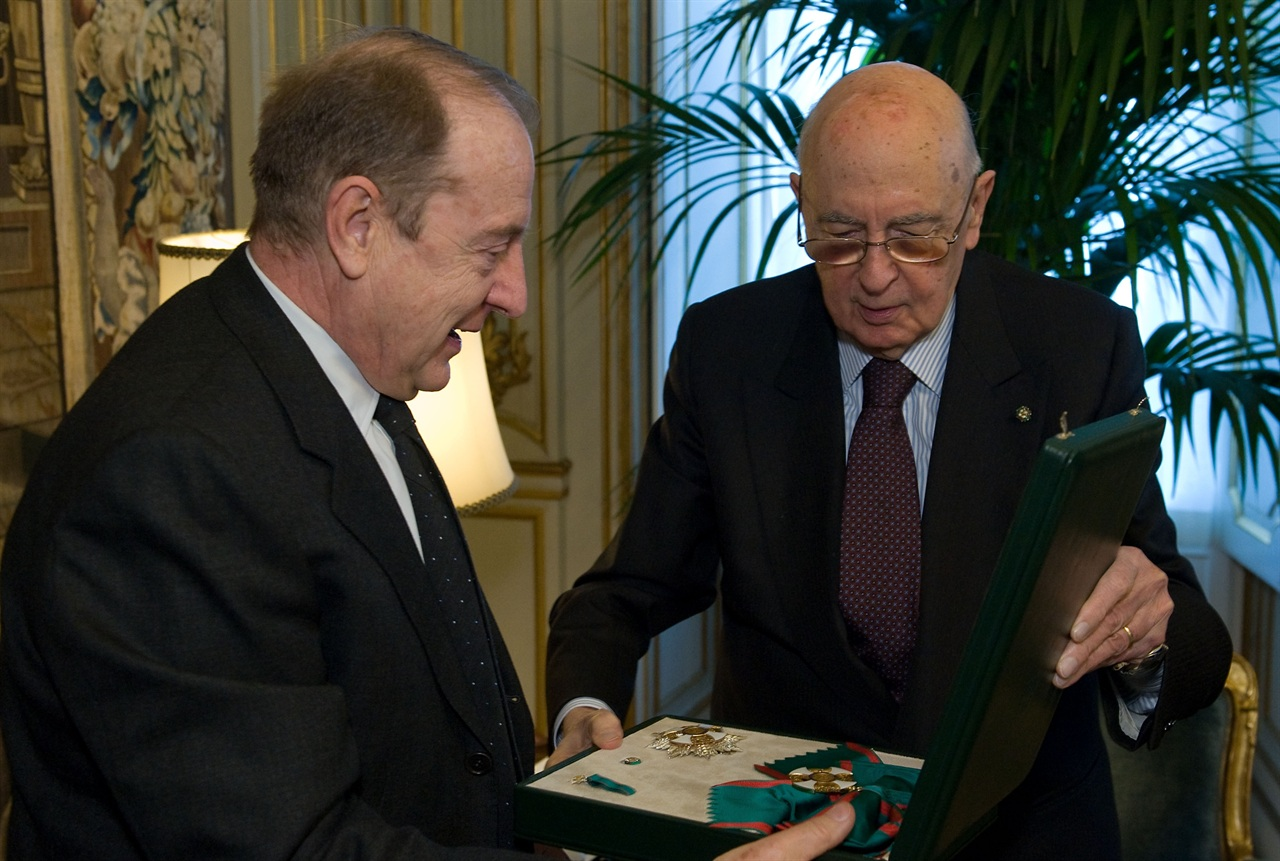
Il Presidente Giorgio Napolitano consegna le insegne di Cavaliere di Gran Croce a Vladimiro Zagrebelsky

Ha pubblicato numerosi volumi, articoli e note in riviste giuridiche, nonché voci di enciclopedie giuridiche.
Era autore di commenti a parti del codice penale (concorso di reati, reati contro la famiglia, reati contro l'incolumità pubblica) nella collana di studi di cui è direttore, Rassegna di giurisprudenza sul codice penale e sulle leggi penali speciali, UTET, 2ª ed., 1999.
Era altresì autore di studi di carattere giuridico e di carattere storico in materia di sistema giudiziario e magistratura, tra cui:
- Stabilire le priorità nell'esercizio obbligatorio della azione penale, in Il Pubblico ministero oggi, Giuffré, 1994;
- (con P.L. Comoglio), Modello accusatorio e deontologia dei comportamenti processuali nella prospettiva comparatistica, in Rivista italiana di diritto e procedura penale, 1993, p. 435;
- La magistratura ordinaria dalla Costituzione a oggi, in Legge, Diritto, Giustizia, Einaudi, 1998.

In tema di diritti fondamentali ha pubblicato: 
- Corte, Convenzione europea dei diritti dell'uomo e sistema europeo di protezione dei diritti fondamentali, in La Corte costituzionale compie cinquant'anni, in Foro italiano, 2006;
- Questions autour de Bromiowski, in Liber Amicorum Luzius Wildhaber. Human Rights – Strasbourg Views. Droits de l'homme – Regards de Strasbourg, Kehl-Strasbourg-Arlington, N.P. Engel, 2007 e, in trad.it., con il titolo Violazioni "strutturali" e Convenzione europea dei diritti umani: interrogativi a proposito di Broniowski, in Diritti umani e diritto internazionale, 2008, p. 5 s.;
- Diritti dell'Uomo e Libertà Fondamentali, La giurisprudenza della Corte europea dei diritti dell'uomo e della Corte di giustizia delle Comunità europee, voll. I, II, III, Milano, Giuffré ed., 2006-2008 (con M. de Salvia);
- La Convenzione europea dei diritti dell'uomo e il principio di legalità nella materia penale, Studi e Materiali di diritto penale, 2009, p. 57 s.;
- L'avvenire del sistema europeo di protezione dei diritti umani affidato per ora al Protocollo n.14 bis, in Diritti umani e diritto internazionale, 2009, p. 469 s.;
- La conferenza di Interlaken per assicurare l'avvenire della Corte europea dei diritti umani, ivi, 2010, p. 309 s.;
- Considérations sur les sources d'inspiration et la motivation des arrêts de la Cour européenne des droits de l'homme, in Festschrift für Renate Jaeger, Grundrechte und Solidarität, N.P. Engel Verlag, Kehl am Rhein, 2010, p. 211 s.;
- Commentario breve alla Convenzione Europea dei Diritti dell'Uomo, Padova, Cedam, 2012 (con S. Bartole e P. De Sena);
- Manuale dei diritti fondamentali in Europa, Bologna, Il Mulino, 2016 e 3ª ed. 2022 (con R. Chenal e L. Tomasi).